# دورة حياة الفيروس
الفيروس هو شريط غير حي من مادة وراثية يقع ضمن غلاف من البروتين على الفيروس أن يعتمد على نفسه. هو يصبح نشيطا فقط عندما يتضاعف داخل عائل ما، باستخدام موارد وغذاء هذا العائل. بمجرد تواجده بداخل العائل، فإن دوره الوحيد هو أن يصنع من نفسه نسخ بقدر طاقته، وأن يصيب خلايا عائلة أخرى؛ كل ما يفعله أو يقوم به هو في صالح لياقته وزيادة عدد ذريته. بشكل عام، لا تعتبر الفيروسات كائنات حية بما أنها غير قادرة على الحياة بذاتها.

## نظرة عامة
كما ذُكر أعلاه، فإن دورة حياة الفيروس تعتمد على وجود خلية عائلة. فالفيروس غير قادرعلى مضاعفة نفسه بمفرده أو باستخدام مواد «خام» يمكنه أن يحيا عليها. وهكذا فإن الفيروس يبقى متوقف النشاط حتى يكون قادرا على إصابة العائل التالي، ثم ينشط فيتضاعف. بعض الفيروسات يمكنها الحياة في بيئة مفتوحة لفترة قصيرة، في بعض الحالات، فقط ساعات قليلة. لذا، تستخدم الفيروسات أكثر الطرق كفاءة لإيجاد عائل لها، إنشاء ذرية، والانتشار لعوائل آخرين.

## إصابة العائل
عادة تحدث العدوى الفيروسية عندما يدخل الفيروس إلى العائل، بأحد الطرق التالية :
- عبر ثغرة جسدية (قطع في الجلد، جرح)
- عبر التلقيح المباشر (قرصة بعوضة)
- عبر الإصابة (العدوى) المباشرة للسطح نفسه (استنشاق هواء ملوث مُحمّل بالفيروسات)

و بعدما يدخل الفيروس إلى العائل، حينئذٍ فقط -في المعتاد- يمكنه الدخول إلى خلايا قابلة للإصابة.

## دخول الفيروس
كي يستطيع الفيروس أن يتضاعف وبالتالي إحداث عدوى، عليه أن يدخل خلايا الجسم للعائل ويستخدم مواد تلك الخلايا. ولكي يدخل تلك الخلايا، تتفاعل البروتينات التي على سطح الفيروس ببروتينات الخلية. الالتصاق أو الامتصاص، بين الجسيم الفيروسي وغشاء خلية العائل. يتكون ثقب في غشاء الخلية، ثم يُطلق الجسيم الفيروسي أو مكوناته الجينية في خلية العائل، حيث يحدث التكاثر الفيروسي.

## التضاعف الفيروسي
بعد ذلك، يسيطر الفيروس على آليات (ميكانيزمات) التضاعف الخاصة بخلية العائل. ويجب عند تلك المرحلة التفريق بين القابلية (قابلية خلية العائل للاختراق أو الإصابة بالعدوى) والسماحية (سماحيتها للفيروس بالتضاعف داخلها). السماحية هي التي تُحدد الناتج أو الخارج من الإصابة. بعد إحكام السيطرة وبعد أن تصبح البيئة مُهيئة للفيروس أن يبدأ بصنع نسخ من نفسه، يحدث التضاعف سريعا.

## الانسلال الفيروسي
بعدما يصنع الفيروس نسخا عديدة من نفسه، عادة يكون قد استنزف كل موارد الخلية. عندئذٍ تكون الخلية عديمة الفائدة بالنسبة للفيروس، لذا يجب عليه أن يجد عائلًا جديدًا. العملية التي تُطلِق بها ذرية الفيروس لتجد عوائل جُدد، تسمى «انسلال». وهذه هي المرحلة الأخيرة في دورة الحياة الفيروسية.

## الكُمون الفيروسي
قد يختار الفيروس أن يختبئ في خلية أخرى، إما لتجنب دفاعات خلية العائل أو الجهاز المناعي، أو ببساطة لأنه ليس من الأفضل للفيروس أن يتضاعف باستمرار. هذا الاختباء يطلق عليه الكُمون. أثناء تلك الفترة، لا يصدر الفيروس أي ذرية، ويظل غير نشيط حتى يؤثر عليه محفز خارجي (مثل الضوء أو الإجهاد) كي ينشط.